# Vitta Lysgaard
Vitta Theresa Lysgaard, född 1930 i Århus i Danmark, död 2013 var en dansk skeppsredare och mecenat.
Vitta Lysgaard bortadopterades som barn och växte upp i en starkt kristen familj i Skjerns kommun i västra Jylland. Vid 17 års ålder blev hon gravid med sin blivande man Peder Lysgaard (1927–1967). År 1957 arrenderade hon tillsammans med sin man en Gulf-bensinmack i Herning. Året därefter grundade de tillsammans med mattfabrikören Johannes Jensen (1925–2007) oljebolaget Uno-X Bensin och 1962 Din-X i Sverige. Uno-X i Danmark och Norge såldes till Norsk Hydro 1990, men Din-X stannade i Vitta Lysgaards och Johannes Jensens ägo.
År 1963 grundade Vitta Lysgaard och Peder Lysgaard Tankskibsrederiet Herning, senare namnändrat till Herning Shipping. Hon grundade också, efter makens död 1967, flygbolaget Midtfly under 1970-talet och köpte TV-Midtjylland på 1990-talet.
Hon var stor konstsamlare och bidrog till att göra Herning Kunstmuseum till ett framgångsrikt konstmuseum för modern konst. År 2009 blev hon hedersmedborgare i Herning.
Paret Lysgaard hade fyra barn, bland annat företagsledaren i familjeföretaget Knud Lysgaard (1938–2001).